# Равенстейн
Графство Равенстейн находится в Нидерландах.
Владение Равенстейн (известно также как Земля Равенстейн) бывшая историческая территория в сегодняшних Нидерландах. Основными поселениями были Осс и Уден (Uden). Северную границу владения образовывал Маас. На западе и юге находилось герцогство Брабант (позднее Статс-Брабант), а на востоке — владение Кёйк (Cuijk).

## История
Владение Равенстейн образовалось вокруг деревни Херпен (Herpen), которая сегодня входит в состав Осса. В позднем Средневековье Херпен превратился в крупный центр вдоль Мааса и превратился во владение Херпен. Около 1150 года власть над этим владением получает дворянский род Кёйк. В XIV веке контроль над владением получает дворянский род Фалькенбург (Valkenburg) и Вальрам Фалькенбург в 1360 году закладывает на Маасе замок Равенстейн, чтобы взимать пошлину за пересечение Мааса. Вокруг замка образуется местность Равенстейн, которая в 1380 году получает статус города. Функции центра переходят от Херпена к Равенстейну. При этом владение делится на два судебных округа: Мааскант, ответственный за деревни Демен, Денненбюрг, Дёрсен, Херпен, Хёйсселинг, Лангел, Рек, Схайк и Велп с центром в Равенстейне, и Хейкант, ответственный за деревни Уден, Зеланд, Волкел и Букел, с центром в Удене. Уден был наиболее населенной деревней во владении Равенстейн.
В битве при Клеверхамме в 1397 году герцог Симон ван Салм (Simon van Salm), союзный герцогу Вильгельму II, был захвачен в плен, и владение Равенстейн было присоединено к графству Клеве.
В результате спора о наследовании Юлиха-Клеве-Берга в 1621 году контроль над Равенстейном переходит к Нидерландам. В 1624 году область была присоединена к протестантской области Бранденбург-Пруссия, а в 1630 году к католическому герцогству Пфальц-Нойбург, однако Бранденбург-Пруссия не оставила своих притязаний. Когда войска Нидерландов покинули город, Бранденбург-Пруссия в 1635 году вновь захватили контроль над областью. В 1641 году специально для гарнизона была построена протестантская церковь. Равенстейн начинает перестраиваться в крепость. Однако он не интегрируется в Республику Семи Объединенных Провинций и становится центром свободы вероисповедания, сюда устремляются католические изгнанники из других областей, которые получили возможность служить Святые Мессы.
В 1671 году Бранденбург-Пруссия отказывается от своих притязаний на область и, когда в 1972 году во время франко-нидерландской войны французская армия приближается к городу, нидерландские войска окончательно выводятся из области. Крепость разрушается и от неё остаются только городские ворота и замок.
В 1735 году в Равенстейне построена единственная вне Лимбурга церковь Святой Люсии в стиле барокко. В 1743 году была основана гимназия в Уден, а в 1752 — иезуитская гимназия в Равенстейне. При этом владение Равенстейн страдает от многочисленных разбойничьих банд, на которые ведется регулярная, но зачастую безуспешная охота.
После смерти последнего из рода герцогов Пфальц-Нойбург в 1742 году, владение Равенстейн переходит под контроль рода Пфальц-Зульцбах
Во время первых коалиционных войн французские силы занимают владение Равенстейн. Год спустя владение было продано Батавской республике
По решению имперского сейма о ликвидации церковных и мелких самостоятельных владений 25 февраля 1803 года герцогство Бавария как наследник рода Пфальц-Зульцбах отказывается от всех притязаний на владение Равенстейн, которое в 1803 году становится частью вновь основанного королевства Голландия и в 1810 году становится часть французской провинции Устье Рейна. И наконец в 1815 году владение Равенстейн официально входит в состав вновь основанной нидерландской провинции Северный Брабант Объединённого королевства Нидерланды и делится на 10 самостоятельных общин.
Замок Равенстейн был разрушен в 1818 году по инициативе правительства Нидерландов.